# 湘妃

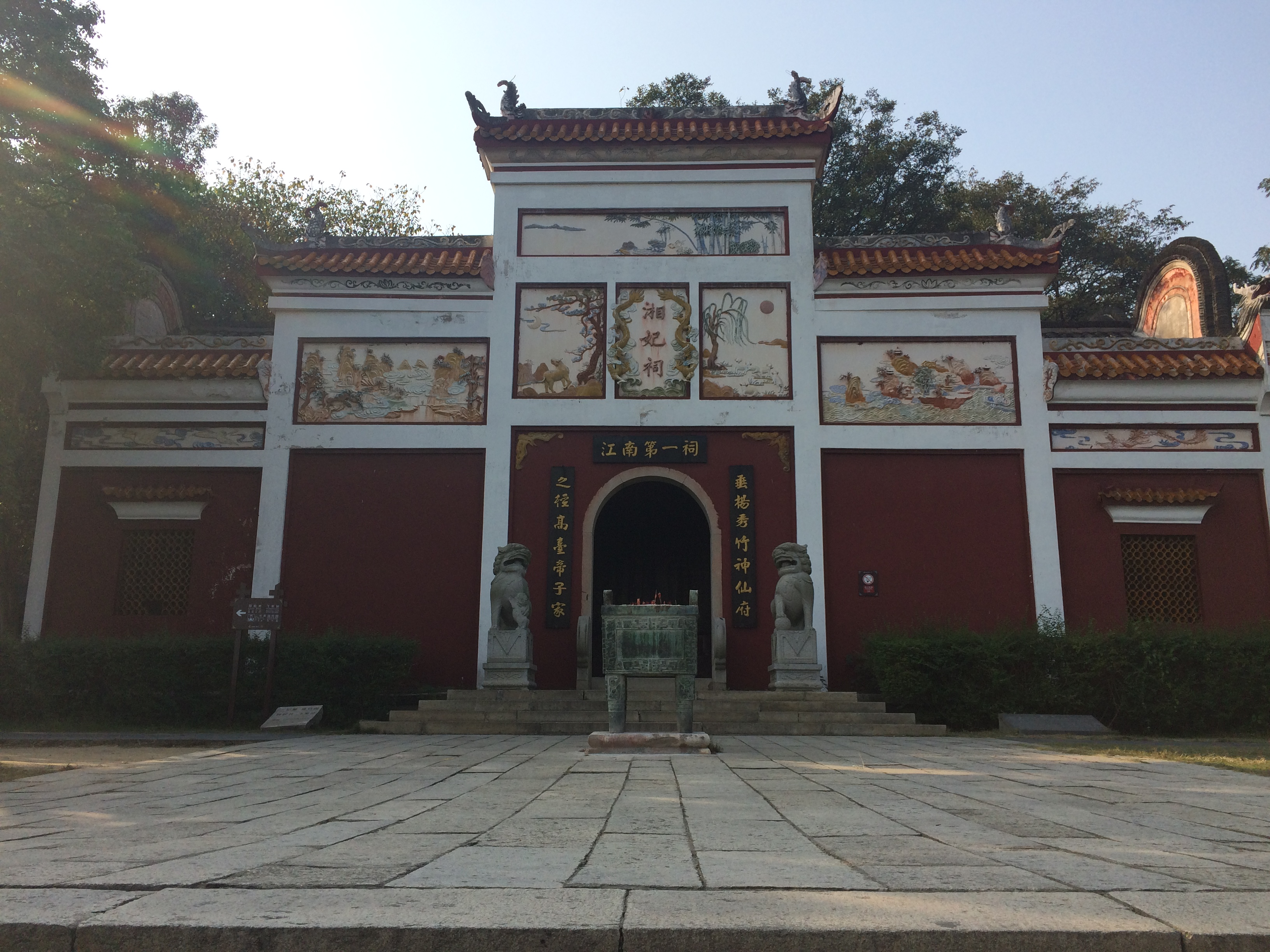
湘妃祠

湘妃，又称湘娥，即传说中尧帝的二女、舜帝的二妃娥皇和女英。舜帝崩于苍梧，二妃悲痛投江，死后化为湘水之神。
湘妃的雏形源自《山海经》中的“潇湘神女”。自屈原《楚辞》中的《湘君》、《湘夫人》之后，湘妃成为重要吟诵意象。

## 名称
湘妃，亦称二女、帝子、帝女、二妃、有虞二妃等。二者死后化为湘水之神，亦称为湘妃、湘君、湘夫人。

## 源起发展
《尚书》最早确定了舜帝与尧之二女的结合。《山海经》记载了舜帝南巡崩逝后的葬地，以及尧帝二女的形态居所。《孟子》增加了舜与二妃共患难情节。《史记》进一步丰富了共患难的细节。《列女传》突出了舜妃在共度难关中的作用，以将二妃塑造成机智坚贞的模范。屈原笔下的湘君、湘夫人原来并没有明确的指向，在汉代与舜帝二妃融合，具体来说：司马迁和刘向在《史记》和《列女传》中倾向二妃是湘君；王逸和郑玄在《楚辞章句》和《礼记注》中倾向二妃是湘夫人。至此，舜二妃转化成为湘君、湘夫人，俗称湘妃。湘妃亦成为重要文学意象，广泛出现在后世诗词歌赋中。

## 湘妃崇拜
旧时人类既依靠水生产生活，又饱受水灾之害，而受限于自身力量，因而有水神崇拜。而时人有感于湘妃与舜帝爱情，对湘妃殉节所展现的高洁品质推崇备至，加之湘妃投湘水后化为湘水神，因此在湘水流域存在湘妃信仰。流域民众通过建庙祭祀向湘水之神祈求丰收平安，亦有请神、送神等民俗。湘妃庙曾在湘江流域广泛存在，又有二妃庙、湘妃祠、湘山祠、湘夫人庙、尧女祠、英皇祠、黄陵庙、潇湘庙等诸多名称。

## 经典吟诵
- 远别离 （唐）李白

远别离，古有皇英之二女，乃在洞庭之南，潇湘之浦。

海水直下万里深，谁人不言此离苦？

日惨惨兮云冥冥，猩猩啼烟兮鬼啸雨。

我纵言之将何补？

皇穹窃恐不照余之忠诚，雷凭凭兮欲吼怒。

尧舜当之亦禅禹。

君失臣兮龙为鱼，权归臣兮鼠变虎。

或云：尧幽囚，舜野死。

九疑联绵皆相似，重瞳孤坟竟何是？

帝子泣兮绿云间，随风波兮去无还。

恸哭兮远望，见苍梧之深山。

苍梧山崩湘水绝，竹上之泪乃可灭。

- 湘夫人祠 （唐）杜甫

肃肃湘妃庙，空墙碧水春。

虫书玉佩藓，燕舞翠帷尘。

晚泊登汀树，微馨借渚蘋。

苍梧恨不尽，染泪在丛筠。